# Enchaînement (linguistique)
En linguistique, l'enchaînement est un phénomène de sandhi externe qui consiste à resyllaber le son consonantique final d'un mot avec le son vocalique initial du mot qui le suit.
Contrairement à la liaison, qui se traduit par l'insertion d'un phonème consonantique supplémentaire au début d'une syllabe, l'enchaînement n'a pas de répercussion au niveau segmental mais se borne à modifier le découpage syllabique. La consonne concernée se prononcerait dans tous les cas même s'il n'y avait pas d'enchaînement :
- Énoncé : « Elle arrête un voleur »
- Chaîne de phonèmes : /ɛlarɛtœ̃volœr/
- Transcription phonétique sans enchaînement (les points indiquent les frontières syllabiques) : [ɛl.a.ʁɛt.œ̃.vo.lœʁ]
- Transcription phonétique avec enchaînement : [ɛ.la.ʁɛ.tœ̃.vo.lœʁ]

L'énoncé ci-dessus comporte deux enchaînements :
- entre les sons [l] et [a] avec apparition d'une syllabe [la]
- entre les sons [t] et [œ̃] avec apparition d'une syllabe [tœ̃]